# 2024년 하계 올림픽 쿡 제도 선수단
쿡 제도는 2024년 7월 26일부터 8월 11일까지 파리에서 열리는 2024년 하계 올림픽에 참가했다. 이는 국내가 10회 연속 하계 올림픽에 출전하는 것이 된다.

## 출전 선수
| 종목 | 남자 | 여자 | 전체 |
| ---- | ---- | ---- | ---- |
| 육상 | 1    | 0    | 1    |
| 수영 | 0    | 1    | 1    |
| 전체 | 1    | 1    | 2    |

## 매달 집계
| 종목 | 1 | 2 | 3 | 합계 |
| 종목 | ' | ' | ' | '    |
| 종목 | ' | ' | ' | '    |
| 종목 | ' | ' | ' | '    |
| 합계 | ' | ' | ' | '    |

## 같이 보기
- 2024년 하계 올림픽